# Leonid Sergejewitsch Bronewoi

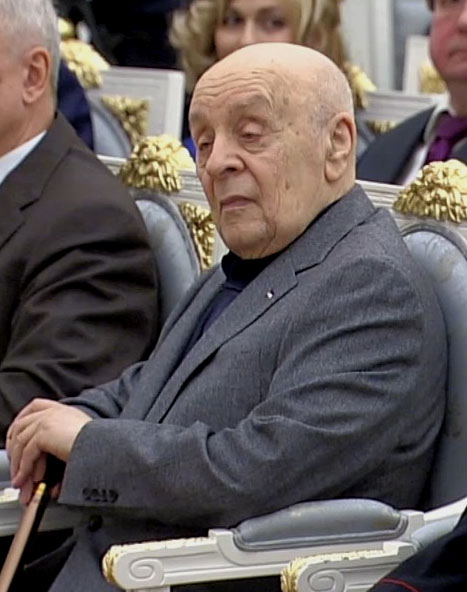
Leonid Bronewoi (2014)

Leonid Sergejewitsch Bronewoi (russisch Леонид Сергеевич Броневой; * 17. Dezember 1928 in Kiew, Ukrainische SSR, Sowjetunion; † 9. Dezember 2017 in Moskau) war ein sowjetischer bzw. russischer Theater- und Filmschauspieler.

## Leben
Bronewoi stammte aus einer jüdischen Familie und wuchs im Zentrum Kiews am Kreschtschatik auf. Sein Vater, Solomon Jossifowitsch Bronewoi, war für die Organe der Staatssicherheit der Ukrainischen SSR tätig. Bronewoi erlernte das Violinespiel an der zehnklassigen Musikschule des Kiewer Konservatoriums. Sein Vater wurde 1936, als er Direktor des Kiewer Zentralparks für Kultur und Erholung war, vom NKWD verhaftet und wegen vermeintlicher Unterstützung Trotzkis im Jahr 1923 zu fünf Jahren Arbeitslager verurteilt. Seine Mutter, Bella Lwowna Landau, ließ sich von ihm scheiden und zog ihrem Sohn nach Malmysch. Mit Beginn des Großen Vaterländischen Krieges wurden sie nach Schymkent (Kasachische SSR) evakuiert. Hier lernte Bronewoi an der Mittelschule Nr. 10 und begann anschließend zu arbeiten.
Während seines Studiums am Ostrowski-Institut für Theaterkunst in Taschkent arbeitete Bronewoi als Radiosprecher usbekischsprachiger Sendungen. Nach Abschluss des Instituts arbeitete er von 1950 bis 1951 als Schauspieler am Magnitogorsker Dramatischen Puschkin-Theater und anschließend am Orenburger Dramatischen Gorki-Theater. 1953 stieg er sofort im dritten Ausbildungsjahr in ein Studium an der Studio-Schule beim Tschechow-Kunsttheater Moskau ein, die er 1955 absolvierte. Er spielte anschließend zusammen mit seiner ersten Frau Walentina Blinowa, die ebenfalls Schauspielerin war, am Russischen Dramatischen Lermontow-Theater in Grosny. Seine Tochter Walja wurde in Irkutsk geboren, wo er ein Engagement am Dramatischen Theater angenommen hatte.
Von 1958 bis 1961 war er am Woronescher Dramatischen Kolzow-Theater als Schauspieler beschäftigt. 1961, nach dem Tod seiner Frau, kehrte er nach Moskau zurück und arbeitete von 1962 bis 1988 am Dramatischen Theater Na Maloj Bronnoj und ab 1988 im Moskauer Staatlichen Theater Leninscher Komsomol (Lenkom).
Ab 1964 übernahm Bronewoi Filmrollen. Bekannt wurde er durch den mehrteiligen Fernsehfilm Siebzehn Augenblicke des Frühlings (russisch „Семнадцать мгновений весны“) als Gestapochef Heinrich Müller. Weitere Popularität erlangte er mit der Rolle des Doktors im Fernsehfilm Die Liebesformel (russisch „Формула любви“) oder als Kurfürst von Hannover in Genau jener Münchhausen (russisch „Тот самый Мюнхгаузен“). In seinen letzten Lebensjahren spielte er noch mehr als zwanzig Kinorollen. 2008 wurde er mit dem Filmpreis Nika ausgezeichnet für die Rolle des alten Schauspielers Schuraljew im Film Einfache Dinge (russisch „Простые вещи“).
Am 17. September 2012 erlitt Bronewoi bei einer Theatergastrolle in Kiew einen schweren Herzinfarkt und wurde operiert. Schon zwanzig Monate später, am 28. Mai 2014 stand er wieder auf der Bühne in Moskau. Nach einer Aufführung am 3. November 2017 erlitt er einen Rückfall, wurde am 9. November ins 51. Moskauer Krankenhaus eingeliefert und starb am 9. Dezember 2017. Er wurde am 12. Dezember 2017 auf dem Nowodewitschi-Friedhof bestattet.

## Filmografie (Auswahl)
- 2007: Prostye weschchi
- 2001: Schizofrenija
- 1993: Italjanski kontrakt
- 1991: Das verheißene Paradies
- 1988: Bolschaja igra (Fernsehserie)
- 1987: Zagadotchny naslednik
- 1986: Konez operatsi Rezident
- 1986: Tschitscherin
- 1986: Kto takoje jeralash? (Fernsehserie)
- 1986: Sledstwije wedut Kolobki (Fernsehserie)
- 1984: Graf Cagliostro und die Formel der Liebe (Fernsehserie)
- 1983: Wenn man Lopotuchin glaubt… (Fernsehserie)
- 1983: Pokrowskije worota (Fernsehserie)
- 1982: Woswraschchenije residenta
- 1981: Plastilinoqaja worona (Fernsehserie)
- 1981: Agonia – Rasputin, Gott und Satan
- 1981: Kakije naschi gody!
- 1980: Karl Marx. Molodyje gody (Fernsehserie)
- 1979: Pokischchenije ‘Sawoi’
- 1979: Genau jener Münchhausen (Fernsehfilm)
- 1977: Durch den wilden Westen
- 1977: Po stranitsam ‘Goluboj knigi’ (Fernsehfilm)
- 1976: Proschu slowa
- 1976: Klop 75 ili Majakowski smejotsja
- 1976: V odnom mikrorajone (Fernsehserie)
- 1976: Ptitchka Tari
- 1975: Stranizy schurnala Petschorina (Fernsehfilm)
- 1974: Tanja (Fernsehfilm)
- 1974: Pjatjorka sa leto
- 1974: Swadba kak swadba (Fernsehfilm)
- 1973: Ispolnjajuschje objasannosti
- 1973: 17 Augenblicke des Frühlings (Fernsehserie)
- 1973: Tschelowek so storony (Fernsehfilm)
- 1972: Platon Kretschet (Fernsehfilm)
- 1971: Powinnuju golowu (Fernsehfilm)
- 1971: Kto delatch? (Fernsehfilm)
- 1971: Solotaja kareta (Fernsehfilm)
- 1970: Boris Godunow. Zeny iz tragedi (Fernsehfilm)
- 1970: Vaudeville on Vaudeville (Fernsehfilm)
- 1969: Komendant Lauterburga (Fernsehfilm)
- 1968: …I snowa maj! (Fernsehfilm)
- 1965: Lebedew protiw Lebedewa

## Auszeichnungen (Auswahl)
- Verdienter Künstler der RSFSR (1971)
- Volkskünstler der RSFSR (1979)
- Volkskünstler der UdSSR (1987)
- Volkskünstler der Ukraine (2013)
- Verdienstorden für das Vaterland 4. Klasse (1997)
- Verdienstorden für das Vaterland 3. Klasse (2003)
- Verdienstorden für das Vaterland 2. Klasse (2008)
- Verdienstorden für das Vaterland 1. Klasse (2013)
- Staatspreis der RSFSR (1976)
- Orden des Roten Banners der Arbeit (1982)
- Staatspreis der Russischen Föderation für Literatur und Kunst (1997)
- weitere Preise und Medaillen